# Nika Prevc
Nika Prevc (Kranj, 15 de marzo de 2005) es una deportista eslovena que compite en salto en esquí. Sus hermanos Peter, Cene y Domen compiten en el mismo deporte.
Ganó tres medallas en el Campeonato Mundial de Esquí Nórdico de 2025. En los Juegos Europeos de Cracovia 2023 consiguió tres medallas, plata en trampolín normal individual y trampolín grande individual y bronce en trampolín normal por equipo mixto.

## Palmarés internacional
| Campeonato Mundial | Campeonato Mundial  | Campeonato Mundial | Campeonato Mundial       |
| Año                | Lugar               | Medalla            | Prueba                   |
| ------------------ | ------------------- | ------------------ | ------------------------ |
| 2025               | Trondheim (Noruega) | Medalla de oro     | TN individual            |
| 2025               | Trondheim (Noruega) | Medalla de oro     | TG individual            |
| 2025               | Trondheim (Noruega) | Medalla de plata   | TG por equipo mixto      |
| Juegos Europeos    |                     |                    |                          |
| Año                | Lugar               | Medalla            | Prueba                   |
| 2023               | Zakopane (Polonia)  | Medalla de plata   | TN individual (EV)       |
| 2023               | Zakopane (Polonia)  | Medalla de plata   | TG individual (EV)       |
| 2023               | Zakopane (Polonia)  | Medalla de bronce  | TN por equipo mixto (EV) |